# Михалик, Ярослав
Ярослав Михалик (словац. Jaroslav Mihalík; 27 июля 1994, Спишска-Нова-Вес, Словакия) — словацкий футболист, вингер клуба «Маккаби (Петах-Тиква)». выступал за сборную Словакии.

## Клубная карьера
Михалик — воспитанник клуба «Жилина». 26 ноября 2011 года в матче против «Дуклы» он дебютировал в чемпионате Словакии. В своём дебютном сезоне Ярослав стал чемпионом и завоевал Кубок Словакии. 16 сентября 2012 года в поединке против «Дуклы» Михалик забил свой первый гол за «Жилину». В 2015 году Ярослав с двенадцатью мячами занял второе место в списке бомбардиров чемпионата. В начале 2016 года Михалик перешёл в пражскую «Славию». 19 февраля в матче против «Высочины» он дебютировал в Гамбринус лиге. 14 мая в поединке против «Виктории Пльзень» Ярослав забил свой первый гол за «Славию».
В начале 2017 года Михалик был отдан в аренду в польскую «Краковию». 10 февраля в матче против «Руха» он дебютировал в польской Экстраклассе. В поединке против «Арки» Ярослав забил свой первый гол за «Краковию».
По завершении аренды перешёл в «Краковию», подписав постоянный контракт. В начале 2018 года он на правах аренды вернулся в «Жилину».

## Международная карьера
В 2017 году в составе молодёжной сборной Словакии Михалик принял участие в молодёжном чемпионата Европы в Польше. На турнире он сыграл в матчах против команд Англии и Швеции. В поединке против шведов Ярослав забил гол.
8 октября 2017 года в отборочном матче чемпионата мира 2018 против сборной Мальты Михалик дебютировал за сборную Словакии.

## Достижения
«Жилина»
- Чемпион Словакии: 2011/12
- Обладатель Кубка Словакии: 2011/12